# Jógvan Frederik Kjølbro
Jógvan Frederik Kjølbro (født 25. februar 1887 i Klaksvík, død 6. februar 1967) var en færøsk købmand, skibsreder og politiker (FF).
Som søn af kystfisker og klokker Ole Joensen og hustru Elsa Maria Heinesen blev han døbt Joen Frederik Joensen, og tog navnet Kjølbro i 1914. Han var far til skibsreder Ewald Kjølbro, farfar til kvindesagsforkæmperen Karin Kjølbro og gudfar til forfatteren Robert Joensen.
Han blev i 15 års alderen ansat som handelsbetjent i Jørgen Bech & Sønner i Klaksvík, hvor han blev frem til 1908. Efter et år på handelsskole i København var han filialbestyrer i samme firma 1909–1915. I 1913 købte han sit første skib, en slup, som oprindelig hed Solo, men som han omdøbte til Soli Deo Gloria, som betyder Hæderen er Guds alene og etablerede rederi- og handelsvirksomheden J.F. Kjølbro. Virksomheden voksede sig stor og drev med import af blandt andet skibsproviant, eksport af klipfisk, saltfisk, tran og uld samt skibsrederi med trawlere og små fragtskibe, der lå i fast rutefart. Senere blev den udvidet med opgraderet skibsflåde, skibsværft i Skála, konservesfabrik, guanofabrik og trælasthandel. I 1961 blev J.F. Kjølbro Heilsøla udskilt som egen virksomhed. På højden var 950 personer tilknyttet virksomheden, og Kjølbro regnes som Færøernes fremmeste forretningsmand gennem tiden. Efter hans død gik forretningen konkurs i løbet af få år, men videreføres under samme navn som et af Færøernes største selskaber. Familien har siden frasolgt J.F. Kjølbro Heilsøla.

## Politik og tillidshverv
Af tillidsverv udenfor egen forretning kan nævnes formand for i repræsentantskabet i salgssamvirked Føroya Fiskaexport 1937–1942, bestyrelsesformand i forretningsbanken Sjóvinnubankin 1951–1956 og i Norðoya Sparikassi gennem 48 år. Politisk var han medlem af kommunalbestyrelsen og skolestyret i Klaksvík 1922–30, herunder borgmester i 1925. Som repræsentant for det konservative løsrivelsesparti Fólkaflokkurin var han valgt til Lagtinget fra Norðoyar 1943–46, men søgte ikke genvalg. Kjølbro var også tilhænger af lægmandsbevægelsen Brøðrasamkoman fra 1920 og frem.

## Hæder
Kjølbro blev Ridder af Dannebrog af 1. klasse fra 1959. I 1947 blev han tildelt Haakon VIIs Frihedskors "for fremragende fortjenester for Norges sag under krigen".

## Bog om J.F. Kjølbro
I 2015 udgav efterkommere af Jógvan Frederik Kjølbro en bog om ham. Bogen er skrevet af Óli Jacobsen, forhenværende formand for Føroya Fiskimannafelag og forhenværende politiker. Efterkommerne som udgav bogen er Jóannes Kjølbro, Anders Harboe Ree og Finn Kjølbro. Bogen har titlen Kjølbro, lív og virki og er på 500 sider.